# レヴィ・クーパー
レヴィ・クーパー（Levi Rolla Copper、1990年7月24日 - ）は、アメリカ合衆国のプロレスラー。オレゴン州ハバード出身。WWEにタッカー（Tucker）のリングネームで所属していた。

## 来歴

### レスリング時代
北マリオン高校在学時はレスリング、陸上、アメリカンフットボールといった多種のスポーツを掛け持ちで打ち込み、レスリングとアメリカンフットボールではキャプテンを務める。
2008年、ポートランド州立大学進学後、レスリングで活動して1年生ながらPac-10 Championshipsで7位の成績を収める。2009年にはカリフォルニア州立大学ベーカーズフィールド校、そして2010年にアリゾナ州立大学へと転校。130kg級選手として活動し、同年のNCAA選手権で8位に入賞した。2011年にはオールアメリカンチームに抜擢され、2013年にはアメリカ国内で年間18位という結果を収めた。

### プロレス

#### NXT
2014年10月、アメリカのメジャー団体であるWWEと契約を交わし入団。トレーニング施設であるWWEパフォーマンスセンターでプロレスの基礎を学び、11月より傘下団体であるNXTにてタッカー・ナイト（Tucker Knight）のリングネームで昇格。同月にはエリートアマチュアレスラーユニットであるシュート・ネイションの一員として発表された。12月19日、NXT Liveにてセコンドとして登場を果たす。
2015年3月12日、NXT Liveにてソーヤー・フルトンとタッグを組んでダブステップ・カウボーイズ（ブレイク & マーフィー）とプロレスラーデビューマッチを行うが敗戦した。
2016年3月2日、NXTにて初登場を果たす。ヒューゴ・ノックスと組んでボードビレインズ（サイモン・ゴッチ & エイデン・イングリッシュ）と対戦。ノックスが序盤より攻め込まれ一方的に捕まるがゴッチよりブレーンバスターの体勢から投げられようとしたところを脱出してタッチに成功するとショルダーブロックとクローズラインでゴッチとイングリッシュを一掃するが、最後にワーリング・ダーヴィッシュを喰らい敗戦した。
7月22日、ニコラ・ボゴイェビッチとタッグを組んでTM61（シェイン・ソーン & ニック・ミラー）と対戦するが敗戦。この試合をきっかけにボゴイェビッチとタッグを結成して活動を開始。10月にはヘビー・マシーナリー（Heavy Machinery）なるタッグネームを冠し、ボゴイェビッチはリングネームをオーティス・ドーゾビッチへと変更。同月19日、NXTのダスティ・ローデス・タッグトーナメント・クラシックにてドーゾビッチと組んで出場。オースチン・エリーズ & ロデリック・ストロング）と対戦。序盤よりパワーを生かした戦法で合体技も多く披露し、中盤にドーゾビッチとタッチした際にエリーズとストロングを投げ捨て、コーナーにもたれかかった二人をまとめてボディ・アバランシュを決めるなど見せたが最後にエリーズのローリング・エルボーからストロングのデス・バイ・ロデリックを決められ敗戦した。
2018年4月27日、WWE・Greatest Royal Rumbleにて50人グレイテスト・ロイヤルランブルマッチに24番手で出場。23番手のドリュー・グラックを脱落させ、27番手のチャド・ゲイブルにルー・テーズ・プレスを決めるなどアピールするが、31番手のビッグEからビッグ・エンディングを喰らい、場外へと投げ出され脱落した。

#### WWE
2019年1月14日、RAWでアレクサ・ブリスとポール・ヘイマンによるセグメント中にオーティス・ドーゾビッチが登場。ヘイマンとブリスに語りかけているところに止めに入りバックステージに消えた。同月21日、ヘビー・マシーナリーとしてジ・アセンションを相手にデビュー戦を行い勝利。

## 得意技

### 打撃技
エルボー
エルボー・スタンプ
バックエルボー
ナックルパンチ
ハンマー・ブロー
クローズライン
キャノン・ボール
ヘッドバット
ショルダータックル

### 投げ技
スープレックス
スーバープレックス
ベリー・トゥー・バック・スープレックス
パワーボム
ベリー・トゥー・ベリー・スープレックス
ジャーマンスープレックス

### 関節技・絞め技
ベアハッグ

## 獲得タイトル
- WWE・24/7王座 : 2回